# Odd Hammernes
Odd Hammernes (* 28. September 1948 in Asker) ist ein ehemaliger norwegischer Skispringer.

## Werdegang
In den Jahren 1968 bis 1972 studierte Hammernes an der American University of Denver. In dieser Zeit gewann er zweimal die NCAA-Meisterschaft (1969 und 1972). Der Norweger war sowohl als Skispringer wie auch als Fußballer aktiv und vertrat seine Universität bei NCAA-Wettbewerben. Er wurde 1972 zum Sportler des Jahres der University of Denver ernannt und 2001 in die Sports Hall of Fame der University of Denver aufgenommen.
Hammernes nahm viermal am Holmenkollen-Skifestival teil und belegte den 22. (1967), 18. (1968), 14. (1971) und 2. (1975) Platz. Er nahm auch an den Skispielen in Lahti teil, das beste Ergebnis war ein 13. Platz im Jahr 1968. Ohne großen Erfolg startete er dreimal bei der Vierschanzentournee. 1974 erreichte er beim Wettbewerb in Bærum, der Teil des norwegischen Turniers war, Platz 3. 1975 stellte Hammernes mit einem Sprung von 150 Metern auf dem Vikersundbakken in Vikersund eine persönliche Bestleistung auf. Dort belegte er bei der Skiflugwoche den 4. Platz. Im selben Jahr belegte er auch den 13. Platz bei der Skiflug-Weltmeisterschaft 1975. 1976 nahm er an den Olympischen Spielen in Innsbruck teil und wurde 33. von der Normalschanze sowie 50. von der Großschanze. Im selben Jahr gewann er die Silbermedaille bei den norwegischen Meisterschaften im Einzelwettbewerb von der Großschanze.

## Erfolge

### Olympische Winterspiele

#### Einzel
| 1976 Innsbruck | – | 33. Platz (Normalschanze), 50. Platz (Großschanze) |

### Skiflug-Weltmeisterschaft

#### Einzel
| 1975 Tauplitz | – | 13. Platz |

### Vierschanzentournee
| 16. Vierschanzentournee |                        |           |               |           |        |
| Oberstdorf              | Garmisch-Partenkirchen | Innsbruck | Bischofshofen | Punktzahl | Gesamt |
| 26                      | 30                     | 44        | 45            | 735,1     | 30     |
| 20. Vierschanzentournee |                        |           |               |           |        |
| Oberstdorf              | Garmisch-Partenkirchen | Innsbruck | Bischofshofen | Punktzahl | Gesamt |
| 47                      | 55                     | 45        | -             | 603,5     | b.d.   |
| 23. Vierschanzentournee |                        |           |               |           |        |
| Oberstdorf              | Garmisch-Partenkirchen | Innsbruck | Bischofshofen | Punktzahl | Gesamt |
| 23                      | 29                     | 48        | 44            | 741,4     | 31     |